# Acaenitinae
Acaenitinae sind eine etwas kleinere, fast weltweit verbreitete Unterfamilie der Schlupfwespen. Etwa die Hälfte der Arten sind aus der Orientalis beschrieben. Es sind derzeit 29 Gattungen mit etwa 300 Arten bekannt. In Deutschland sind 15 Arten in 5 Gattungen nachgewiesen.

## Morphologie

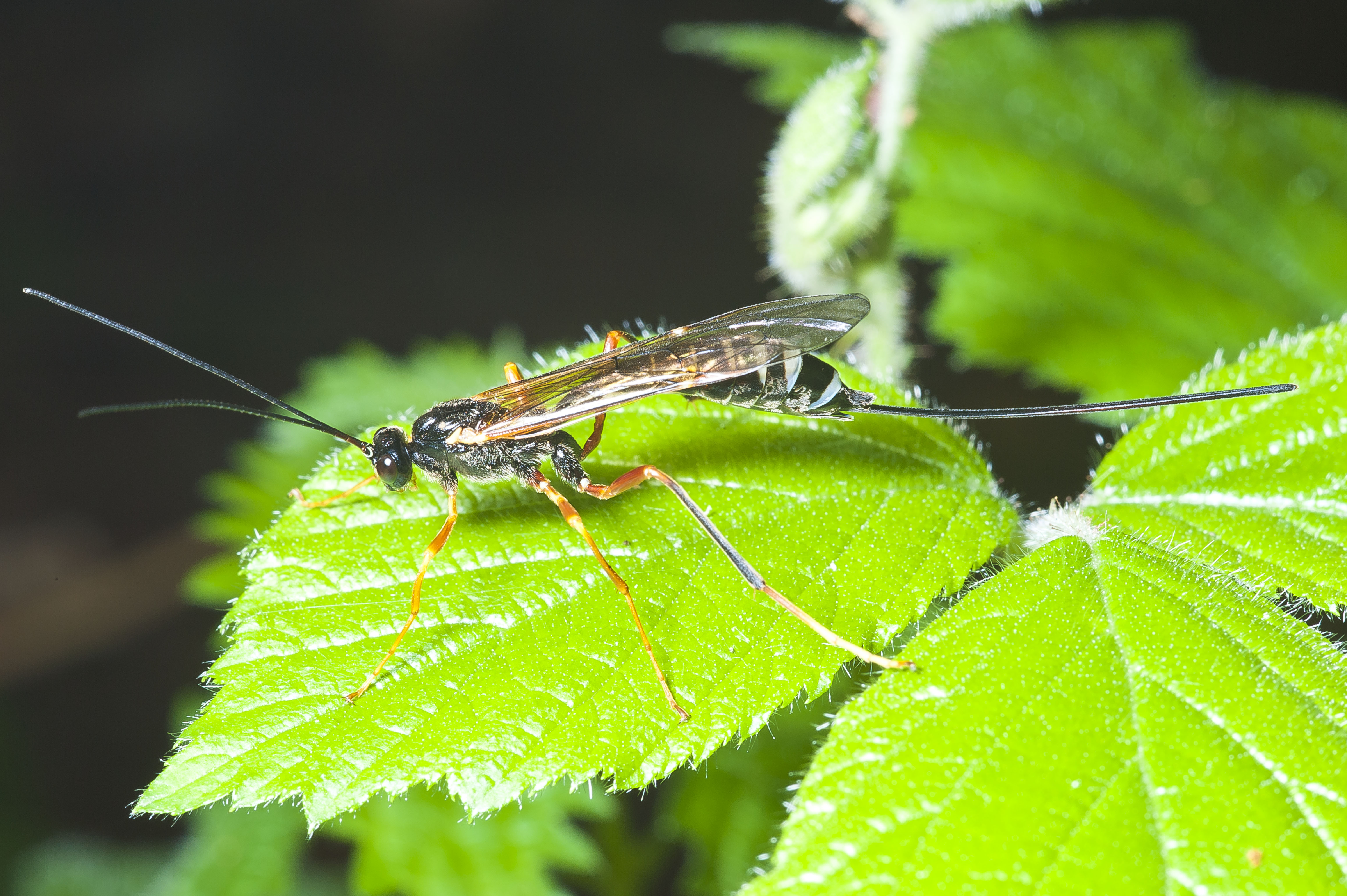
Coleocentrus excitator in der Nähe von Stuttgart

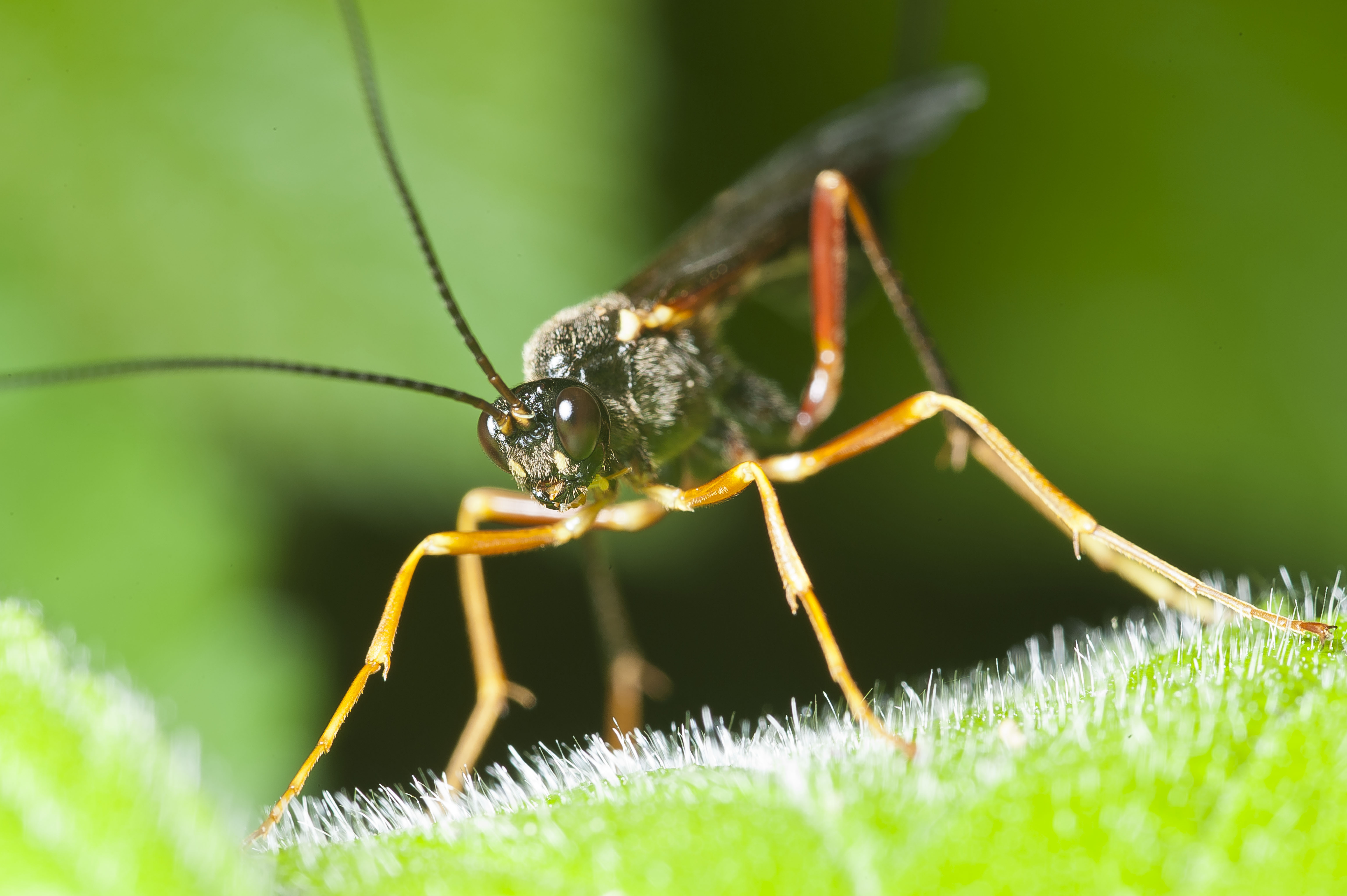
Coleocentrus excitator von vorne

Diese Schlupfwespen sind im Habitus recht verschieden, sie sind mittelgroß bis groß, mit einer Vorderflügellänge von etwa 5 bis 20 mm. Der Körper ist meistens dunkel, die Beine hell. Sie haben ein großes dreieckiges Hypopygium, das in der Mittellinie gefaltet ist. Der Legebohrer ist lang, meistens so lange wie das Metasoma. Das Labrum ist meistens deutlich ausgeprägt und halbkreisförmig.

## Lebensweise
Acaenitinae sind wie alle Schlupfwespen Parasitoide. So weit man weiß sind sie meistens koinobionte Endoparasitoide bei Käferlarven, die im Holz bohren. Näheres ist für Acaenitus dubiator und für Leptacoenites notabilis beschrieben. Bei L. notabilis legen die Schlupfwespen ihre Eier in junge Larven des Schwarzen Rüsselkäfers. Darin entwickeln sich die Wespen, bis sie aus der Puppenwiege des Käfers im Boden schlüpfen, A. dubiator entwickelt sich in Larven von  Distelgallenrüsslern. Ungewöhnlich ist, dass bei A. dubiator die Larven manchmal als reife Larve im Puppenkokon des Käfers erfolgen kann. Diese Wespen schlüpfen noch gleich im folgenden Sommer. Andere überwintern als Praepuppe und schlüpfen mindestens ein Jahr später.
Berichte über andere Wirte (xylophage Lepidopteren oder Hymenopteren) sind nicht eindeutig belegt.

## Systematik
Die Acaenitinae sind nicht sicher monophyletisch. Sie gehören zur Gruppe der Pimliformes (Pimplinae, Poemeniinae, Rhyssinae, Orthocentrinae,  Diplazontinae, und Collyriinae). Es gibt mögliche verwandtschaftliche Beziehungen zwischen den Acaenitiae und den Orthocentrinae, oder den Diacritinae. Auch Ähnlichkeiten mit den Collyriinae wurden diskutiert.
Manche Autoren teilen die Acaenitiae in zwei Triben, andere lehnen das ab, weil die Phylogenetik zu unklar ist (man kennt keine Synapomorphien für die Coleocentrini).

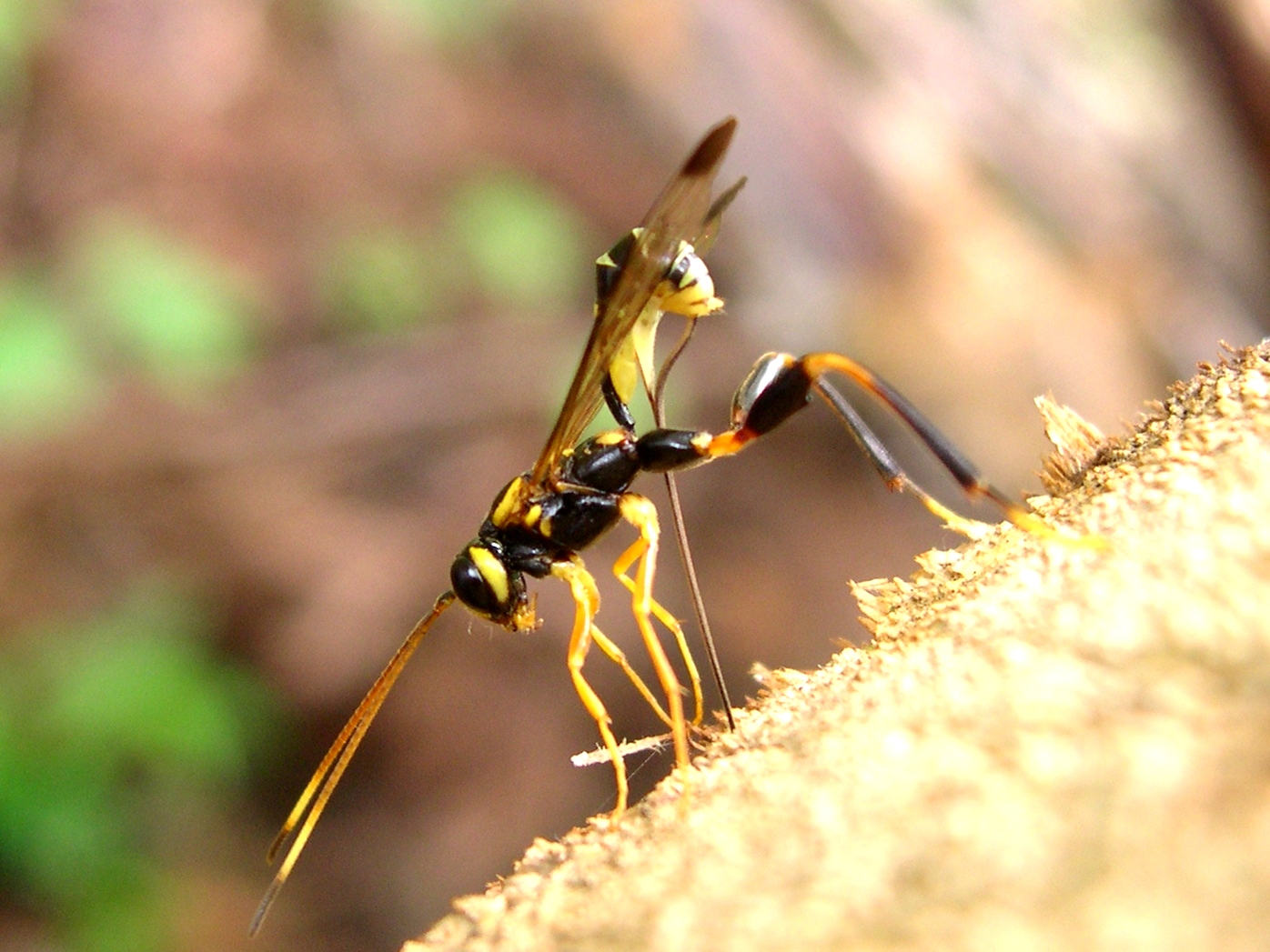
Jezarotes tamanukii, bei der Eiablage, in Japan

Im Folgenden Gattungen, Artenzahlen und Verbreitung nach Taxapad, sowie die in Deutschland vorkommenden Arten nach Horstmann (Stand 2000):
Acaenitini
- Acaenitus Latreille, 1809, 5 Arten, Paläarktis, Nearktis – A. dubitator
- Arotes Gravenhorst, 1829, 17 Arten, Paläarktis, Nearktis, Neotropis, Orientalis[10] – A. albicinctus, A. annulicornis
- Asperpunctatus Wang, 1989, 2 Arten, China
- Boloderma Morley, 1913, eine Art, Indien
- Dentifemura Sheng & Sun, 2010, eine Art, China
- Dimorphonyx Seyrig, 1932, eine Art, Madagaskar
- Hieroceryx Tosquinet, 1896, 5 Arten, Kongo, Togo
- Ishigakia Uchida, 1928, 12 Arten, Ost-Paläarktis, Orientalis, Afrotropis[5]
- Jezarotes Uchida, 1928, 6 Arten, Ost-Paläarktis, Orientalis
- Metachorischizus Uchida, 1928, 3 Arten, Ost-Paläarktis, Orientalis
- Notaulites Seyrig, 1932, 5 Arten, Kongo, Madagaskar
- Paracollyria Cameron, 1906, 9 Arten, Afrotropis
- Phaenolobus Förster, 1869, 25 Arten, Holarktis, Orientalis – P. fraudator, P. fulvicornis, P. saltans, P.  terebrator
- Phalgea Cameron, 1905, zwei Arten, Orientalis
- Phorotrophus Saussure, 1892, 33 Arten, Afrotropis
- Prosacron Townes, 1971, eine Art, Orientalis
- Siphimedia Cameron, 1902, 5 Arten, Orientalis
- Spilopteron Townes, 1960, 40 Arten, Paläarktis, Nearktis, Orientalis[11]
- Yamatarotes Uchida, 1929, 11 Arten, Ost-Paläarktis, Orientalis
- Yezoceryx Uchida, 1928, 50 Arten, Australasien, Orientalis, Ost-Paläarktis, Nearktis[5]

Coleocentrini
- Coleocentrus Gravenhorst, 1829, 26 Arten, Paläarktis, Orientalis, Nearktis – C. caligatus, C. croceicornis, C. exareolatus, C. excitator, C. soldanskii
- Cumatocinetus Sheng, 2002, eine Art, China
- Eremocinetus Viktorov, 1964, eine Art, Tadschikistan, Turkmenistan
- Hallocinetus Viktorov, 1962, eine Art, Armenien, Rumänien
- Leptacoenites Strobl, 1902, zwei Arten, Paläarktis – L. notabilis
- Mesoclistus Förster, 1869, 5 Arten, Paläarktis, Nearktis – M. rufipes
- Procinetus Förster, 1869, 7 Arten, Paläarktis – P. decimator

Ohne Zuordnung zu einer Tribus: Combivena Sheng & Sun, 2014, eine Art, China